# Alexis Lebrun
Alexis Lebrun (* 27. August 2003 in Montpellier) ist ein französischer Tischtennisspieler. Er ist der ältere Bruder von Félix Lebrun, mit dem er im Doppel antritt. Bei der Tischtennis-Europameisterschaft 2024 in Linz wurde er Europameister im Einzel und Doppel, mit der Mannschaft holte er 2024 WM-Silber und Olympia-Bronze.

## Leben
Lebrun wuchs in einem Tischtennisumfeld auf. Sein Vater Stéphane Lebrun war Nummer 7 der französischen Rangliste und sein Onkel Christophe Legoût 14. der Weltrangliste. Mit drei Jahren begann er das Tischtennisspiel. In seiner Kindheit spielte er auch Basketball und später Tennis, entschied sich jedoch mit zehn Jahren, sich vollständig auf den Tischtennissport zu konzentrieren.
Seit seiner Kindheit trainiert Alexis Lebrun mit seinem Bruder im Hoffnungszentrum in Montpellier, einer Einrichtung für junge Spieler. Offizielle Einrichtungen wie das INSEP durchliefen sie nicht. Ihr Trainer ist Nathanaël Molin, ihr Fitnesscoach Jérémy Surault. Alexis entwickelte im Laufe seiner Jugend mehrere Wachstumskrankheiten. Zwischen 10 und 17 Jahren erlitt er immer wieder Verletzungen, insbesondere an Ellbogen und Knie, die seine Fortschritte verlangsamten.

## Karriere
Bereits in seiner Jugend gehörte Lebrun zu den besten Spielern Europas in seiner Altersklasse. 2014 und 2015 gewann er die Eurominichamps. 2020 und 2021 war er französischer Jugendmeister, bei den französischen Meisterschaften kam er 2021 ins Halbfinale. Im Doppel wurde er zusammen mit Esteban Dorr französischer Meister. 2022 besiegte er Simon Gauzy und wurde mit 18 Jahren französischer Meister im Einzel. Mit Camille Lutz gewann er auch das Mixed-Doppel. 2023 gewann er das Finale gegen seinen Bruder Félix und wurde erneut französischer Meister.
Von Januar 2022 bis Juli 2023 stieg er im Alter von 18 bis 19 Jahren innerhalb von nur anderthalb Jahren von Platz 1050 auf Platz 14 der Weltrangliste. Bereits im Mai 2022 drang er in die Top 50 vor. Zusammen mit seinem drei Jahre jüngeren Bruder wurde er als „französisches Tischtennis-Phänomen“ bezeichnet.
Beim WTT Contender Tunis 2022 besiegte er unter anderem die Nummer drei der Welt, Tomokazu Harimoto, und den Vizeweltmeister von 2019 Mattias Falck und erreichte sein erstes Finale bei einem großen internationalen Turnier, das er gegen Hugo Calderano verlor. Bei der Europameisterschaft 2022 gewann er mit seinem Bruder Félix die Bronzemedaille im Doppel. Im Einzel war er an Position 21 gesetzt und scheiterte im Achtelfinale an Kristian Karlsson. Bei der Team-WM 2022 kam er mit der französischen Mannschaft ins Viertelfinale, das nach 2:0-Führung noch mit 2:3 gegen Deutschland verloren ging.
Im April 2023 besiegte Lebrun beim WTT-Champions-Turnier in Macau den Weltranglistenersten Fan Zhendong. Zuvor hatte er bereits den an Position sechs gesetzten Truls Möregårdh besiegt. Bei der Tischtennisweltmeisterschaft 2023 scheiterte er im Doppel mit seinem Bruder im Achtelfinale an den späteren Gewinnern Fan Zhendong/Wang Chuqin, im Einzel im Sechzehntelfinale am Vizeeuropameister Darko Jorgić. Bei den Europaspielen im folgenden Monat schlug Lebrun Europameister Dang Qiu und gewann nach der Niederlage im Halbfinale gegen Marcos Freitas die Bronzemedaille, während sein Bruder Gold errang. Mit der Mannschaft gewann er ebenfalls die Bronzemedaille. Bei der Team-EM 2023 erreichte er mit der französischen Mannschaft das Halbfinale, in welchem er seine beiden Spiele knapp im fünften Satz verlor. Im Doppel mit seinem Bruder Félix qualifizierte er sich für die WTT Finals, bei denen sie im Halbfinale gegen die späteren Sieger Xiang Peng/Yuan Licen ausschieden.
2024 gewann Lebrun WM-Silber bei der Team-WM und sowohl beim Saudi Smash als auch beim China Smash Bronze im Doppel. Bei seinen ersten Olympischen Spielen kam er im Einzel ins Achtelfinale und holte Bronze mit der Mannschaft. Im Oktober wurde er sowohl im Einzel als auch im Doppel Europameister. Im Doppel mit Félix Lebrun gewann er Ende des Jahres die WTT Finals. Im Februar 2025 erreichte er beim Singapore Smash das Halbfinale und rückte dadurch in der Weltrangliste erstmals in die Top 10 vor. Bei der französischen Meisterschaft im März unterlag er im Finale seinem Bruder Félix, woraufhin er aus Wut auf den Tisch schlug und sich dadurch an der Hand verletzte, weshalb er nicht am World Cup in Macau teilnehmen konnte. Bei der Weltmeisterschaft im Mai zog er sich wegen der Verletzung vor seinem zweiten Spiel aus dem Einzelwettbewerb zurück, um sich auf das Doppel zu konzentrieren. Dort gewann er zusammen mit Félix Bronze.

## Verein
Lebrun spielt beim MTT aus seiner Heimatstadt Montpellier. In der Saison 2022/23 gewann er mit seiner Mannschaft die französische Pro-B-Liga und stieg so in die Pro A, die erste Liga, auf. In der Saison 2021/22 spielte er kurzzeitig als medizinischer Joker beim AS Pontoise-Cergy TT in der ersten Liga.
Bis 2022 wurde Lebrun von Butterfly gesponsert. 2022 unterschrieb er wie sein Bruder einen Vertrag über sechs Jahre mit der Marke Tibhar.

## Turnierergebnisse
| Verband | Veranstaltung               | Jahr | Ort               | Land | Einzel        | Doppel        | Mixed        | Team          |
| ------- | --------------------------- | ---- | ----------------- | ---- | ------------- | ------------- | ------------ | ------------- |
| FRA     | Europameisterschaft         | 2024 | Linz              | FRA  | Gold          | Gold          |              |               |
| FRA     | Europameisterschaft         | 2023 | Malmö             | SWE  |               |               |              | Halbfinale    |
| FRA     | Europameisterschaft         | 2022 | München           | GER  | Achtelfinale  | Halbfinale    |              |               |
| FRA     | Europe Top 16 Cup           | 2025 | Montreux          | SUI  | Gold          |               |              |               |
| FRA     | Europe Top 16 Cup           | 2024 | Montreux          | SUI  | Halbfinale    |               |              |               |
| FRA     | Europaspiele                | 2023 | Krakau            | POL  | 3. Platz      | 3. Platz      |              |               |
| FRA     | Olympische Spiele           | 2024 | Paris             | FRA  | Achtelfinale  |               | Achtelfinale | 3. Platz      |
| FRA     | Grand Smash                 | 2025 | Las Vegas         | USA  | Achtelfinale  | Silber        |              |               |
| FRA     | Grand Smash                 | 2025 | Singapur          | SIN  | Halbfinale    | Halbfinale    |              |               |
| FRA     | Grand Smash                 | 2024 | Peking            | CHN  | letzte 64     | Halbfinale    |              |               |
| FRA     | Grand Smash                 | 2024 | Dschidda          | KSA  | letzte 64     | Halbfinale    | Halbfinale   |               |
| FRA     | WTT Series (Star Contender) | 2025 | Ljubljana         | SLO  | Halbfinale    | Silber        |              |               |
| FRA     | WTT Series (Star Contender) | 2024 | Ljubljana         | SLO  | letzte 32     | Silber        | Achtelfinale |               |
| FRA     | WTT Series (Contender)      | 2024 | Zagreb            | HRV  | Gold          | Gold          |              |               |
| FRA     | WTT Series (Contender)      | 2024 | Taiyuan           | CHN  | Silber        |               |              |               |
| FRA     | WTT Series (Star Contender) | 2024 | Mapusa            | IND  | Achtelfinale  | Viertelfinale | Halbfinale   |               |
| FRA     | WTT Series (Star Contender) | 2023 | Lanzhou           | CHN  | letzte 32     | Gold          |              |               |
| FRA     | WTT Series (Contender)      | 2023 | Almaty            | KAZ  | letzte 32     | Achtelfinale  | Halbfinale   |               |
| FRA     | WTT Series (Star Contender) | 2023 | Ljubljana         | SLO  | Achtelfinale  | Halbfinale    |              |               |
| FRA     | WTT Series (Champions)      | 2023 | Macau             | MAC  | Halbfinale    |               |              |               |
| FRA     | WTT Series (Contender)      | 2022 | Tunis             | TUN  | Silber        | Achtelfinale  |              |               |
| FRA     | WTT Series (Contender)      | 2022 | Zagreb            | HRV  | letzte 32     | Halbfinale    |              |               |
| FRA     | WTT Series (Contender)      | 2022 | Doha              | QAT  | Halbfinale    | Achtelfinale  |              |               |
| FRA     | WTT Finals                  | 2024 | Fukuoka           | JPN  | Achtelfinale  | Gold          |              |               |
| FRA     | WTT Finals                  | 2023 | Doha              | QAT  |               | Halbfinale    |              |               |
| FRA     | Weltmeisterschaft           | 2025 | Doha              | QAT  | letzte 64     | Halbfinale    |              |               |
| FRA     | Weltmeisterschaft           | 2024 | Busan             | KOR  |               |               |              | Silber        |
| FRA     | Weltmeisterschaft           | 2023 | Durban            | RSA  | letzte 32     | Achtelfinale  |              |               |
| FRA     | Weltmeisterschaft           | 2022 | Chengdu           | CHN  |               |               |              | Viertelfinale |
| FRA     | World Cup                   | 2024 | Macau             | MAC  | 33.–48. Platz |               |              |               |
| FRA     | Mixed Team World Cup        | 2023 | Chengdu           | CHN  |               |               |              | 5. Platz      |
| FRA     | Jugend-Europameisterschaft  | 2021 | Varaždin          | HRV  | Halbfinale    | Viertelfinale | Gold         | Silber        |
| FRA     | Jugend-Weltmeisterschaft    | 2021 | Vila Nova de Gaia | POR  | letzte 32     | Viertelfinale | Achtelfinale | Viertelfinale |
| FRA     | Jugend-Weltmeisterschaft    | 2019 | Korat             | THA  | Qual.         | letzte 32     | letzte 32    | Halbfinale    |